# Krościenko Wyżne
Krościenko Wyżne è un comune rurale polacco del distretto di Krosno, nel voivodato della Precarpazia.
Ricopre una superficie di 16,33 km² e nel 2004 contava 5 102 abitanti.